# Kirsty MacColl
Kirsty Anna MacColl (Croydon, Reino Unido, 10 de octubre de 1959 – Cozumel, México, 18 de diciembre de 2000) fue una cantante y compositora inglesa de pop y rock que alcanzó su máxima popularidad durante los años ochenta y principios de los noventa. Colaboró con Talking Heads, Simple Minds, The Pogues, The Smiths, Robert Plant y Evan Dando, entre otros artistas. 

## Biografía

### Primeros años
Nacida en 1959 en Croydon, un municipio del Gran Londres, era hija del cantante de folk Ewan MacColl y de la bailarina y coreógrafa Jean Newlove, pasó su infancia únicamente junto a su madre y su hermano Hamish, ya que su padre abandonó a la familia para iniciar una relación con la también cantante de folk Peggy Seeger, que se convirtió en piedra de escándalo en el Reino Unido.
Estudió en la escuela Park Hill Primary School y más tarde en el instituto Monks Hill High School. Durante su adolescencia, fueron los discos de Beach Boys y Neil Young de su hermano los que la aficionaron a las armonías vocales y la animaron a la composición musical. Como influencias, cita también a The Kinks, The Shangri-Las o The Mothers of Invention de Frank Zappa. Encuadrada inicialmente en la new wave, se resistió a seguir los pasos de su padre en el género folk, hasta el punto de, en un principio, rehusar a colaborar con The Pogues cuando estos le ofrecieron grabar juntos.
Comenzó su carrera musical en 1978, cuando se unió a Drug Addix, una banda de punk rock, para grabar una maqueta de cuatro canciones que inmediatamente se editó como EP (The Drug Addix Make a Record: Close Encounters Of An Unsavoury Kind, Chiswick SW39, 1978). En realidad, Kirsty se limitó a añadir coros bajo el seudónimo de Mandy Doubt, ya que por entonces era la novia del cantante Rick Smith. La discográfica Stiff Records, que había propuesto al grupo la grabación de la maqueta, quedó decepcionada con el resultado; pero reparó en MacColl, para entonces ya expulsada del grupo, a la que ofreció un contrato. Por su parte, Drug Addix no fueron más allá de grabar un sencillo («Too Blind To See/No Such Thing As A Bad Boy», Zigzag Records, 1979) y de servir de teloneros de Graham Parker and the Rumour.

### Debut
«They Don't Know» (Stiff, 1979) fue el primer sencillo grabado por Kirsty MacColl. Stiff Records le había propuesto una audición en solitario y la cantante no disponía de material propio, así que compuso el tema y regresó unas semanas más tarde.

«I wrote it when I was 18. Although punk was exploding at that time, and I was listening to the Sex Pistols and the Ramones, I had, around the same time, become a big fan of Phil Spector and girl groups in general.»
«La escribí con 18 años. Aunque entonces era la explosión del punk, y yo escuchaba a The Sex Pistols y Ramones, me había convertido también por entonces en una gran fan de Phil Spector y los grupos vocales de chicas en general.»

El sencillo se editó en junio de 1979, alcanzando el éxito en las emisoras de radio británicas, en cuyas listas de emisión alcanzó el puesto número 2. Sin embargo, coincidió con una huelga de las distribuidoras de discos, lo que hizo que la canción no entrara en las listas de ventas. Sólo más tarde la versión de Tracey Ullman conseguiría un rotundo éxito, cuando incluyó este tema y «You Broke My Heart in 17 Places», también de MacColl, en su álbum homónimo (You Broke My Heart in 17 Places, Stiff, 1984). El videoclip de Ullman contaría, además, con la aparición de Paul McCartney.
Editó un segundo sencillo en octubre, «You Caught Me Out» (Stiff, 1979), compuesto e interpretado junto a The Boomtown Rats. Pero la cantante y la discográfica rompieron su contrato en aquel momento, de modo que solo llegaron a distribuirse unos cuantos centenares de copias de promoción, retirándose la referencia del catálogo.
En 1981 fichó por Polydor Records. El sencillo «There's a Guy Works Down the Chip Shop Swears He's Elvis» llegó al N.º 14 de las listas de ventas del Reino Unido. Editaría posteriormente el álbum Desperate Caracter (Polydor, 1981), que mezclaba composiciones propias con versiones de otros artistas. A pesar de ser aclamado por la crítica, no consiguió entrar en las listas, por lo que en 1983 tuvo nuevamente que cancelar su contrato, cuando ya estaban grabadas todas las canciones para un segundo álbum, cuyo nombre previsto era Real.

### Fallecimiento
En 2000, luego de su participación en la presentación de un programa de radio para la BBC en Cuba, MacColl se fue de vacaciones a Cozumel, México, con sus hijos y su novio, el músico James Knight. El 18 de diciembre de 2000, ella y sus hijos fueron a bucear en el arrecife Chankanaab, parte del parque nacional Marino de Cozumel, en un área designada para el buceo a la que se les prohibió el ingreso de embarcaciones. Con el grupo estaba un buceador veterano local. 
Cuando el grupo salía a la superficie de una inmersión, una lancha a motor que se movía a alta velocidad ingresó al área restringida. MacColl vio venir la lancha antes que sus hijos. Louis, de 13 años en ese momento, no estaba en el camino, pero Jamie, de 15 años, sí. Kirsty pudo apartarlo del camino (su hija sufrió heridas leves en la cabeza y las costillas), pero fue golpeada por el bote que la atropelló. Kirsty MacColl sufrió graves lesiones en el pecho y murió instantáneamente. El cuerpo de MacColl fue repatriado al Reino Unido e incinerado después de un funeral humanista en Mortlake Crematorium en Kew.
Kirsty MacColl fue incinerada en el crematorio de Mortlake, en Richmond upon Thames.

### Seguimiento
La lancha involucrada en la colisión era propiedad de Guillermo González Nova, presidente multimillonario de la cadena de supermercados Comercial Mexicana, quien estaba a bordo con miembros de su familia. Uno de sus empleados, el marinero José Cen Yam, declaró que él tenía el control del barco en el momento del incidente. 
Testigos presenciales dijeron que Cen Yam no estaba en los controles y que el barco viajaba mucho más rápido que la velocidad de un nudo que dijo González Nova.
Cen Yam fue declarado culpable y sentenciado a 2 años y 10 meses de prisión. La ley mexicana le permitió pagar una multa de 1034 pesos mexicanos en lugar de la pena de prisión. También se le ordenó pagar aproximadamente US $ 2150 en restitución a la familia de MacColl, una cantidad basada en su salario. Las personas que dijeron que hablaron con Cen Yam después del asesinato dijeron que recibió dinero por asumir la culpa.

## Vida personal
Conocería a su marido Steve Lillywhite en medio de las grabaciones del disco Sparkle in the Rain de Simple Minds en 1983, donde Lillywhite era el productor y Kirsty colaboraría con las voces femeninas. Estuvo casada desde agosto de 1984 hasta 1994 con el productor Steve Lillywhite, con quien tuvo dos hijos: Jamie (20 de febrero de 1985) y Louis (3 de septiembre de 1987). Kirsty mantenía una relación con el también músico James Knight, a quien conoció mientras enseñaba a Louis a tocar el saxofón, cuando falleció en un accidente buceando con sus hijos en México, en circunstancias que son objeto de polémica.[cita requerida]